# ABC鉄道案内

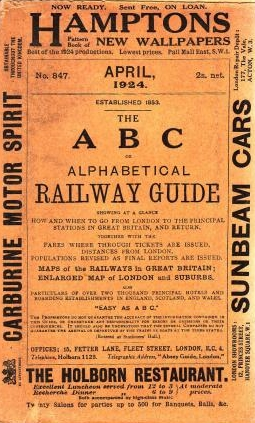
1924年4月号（第847号）

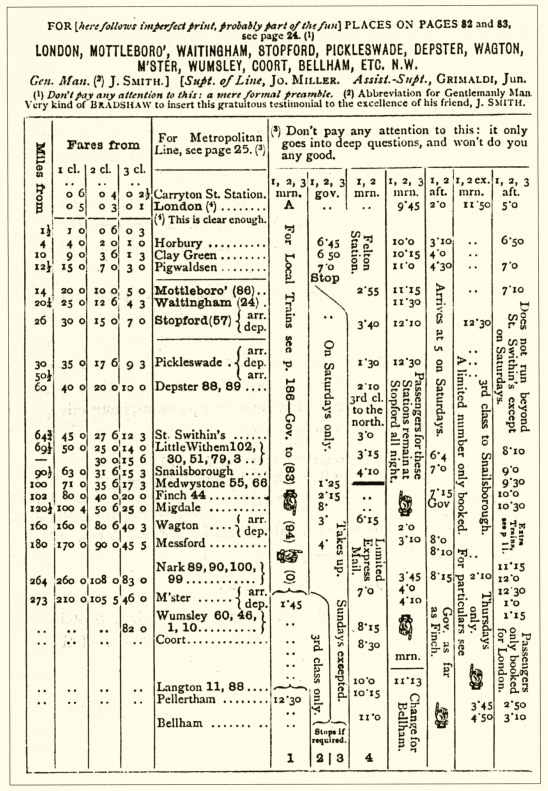
1865年の『パンチマガジン』に掲載された架空の鉄道時刻表。ABCのライバルであるブラッドショーの複雑さを風刺している。

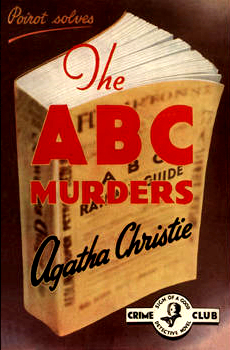
アガサ・クリスティの『ABC殺人事件』の初版の表紙（1936年）

『ABC鉄道案内』（ABCてつどうあんない、英語: ABC Rail Guide）もしくは『ABCまたはアルファベット順の鉄道案内』（ABCまたはアルファベットじゅんのてつどうあんない、The ABC or Alphabetical Railway Guide）は、アルファベット順に編成されたイギリスの月刊鉄道時刻表であり、競合相手としては路線別時刻表の『ブラッドショー時刻表』などがあった。1853年に『ABCまたはアルファベット順の鉄道案内』として最初に発行された。
この時刻表が出版されたビクトリア朝時代の英国は鉄道網の拡大中で、ほかにも多くの鉄道時刻表やガイドが出版されており『ABC鉄道案内』を模倣した時刻表も少なくなかった。このことは英国人が工業化の時代を迎えて以前より時間に追われる生活を送っていた時代を象徴するものと考えられている。
この時刻表はアガサ・クリスティの探偵小説『ABC殺人事件』（1936年）で重要な小道具として使われた。20世紀後半には出版社が何度も変わった末、タイトルも『OAG鉄道案内』に変更された。その後、2007年に絶版となった。

## ビクトリア期
この時刻表はもともと1853年にウィリアム・ツィーディーによって書かれた『ABCまたはアルファベット順の鉄道案内』がその原型である。キャッチコピーは「ABCのように易しい」であり、駅名がその名の通りアルファベット順で配列されていることから、「チェスプレーヤーの忍耐力とクロスワードマニアの発想力が必要だ」と揶揄された『ブラッドショー時刻表』に比べると、『ABC鉄道案内』ははるかに使いやすかった。オスカー・ワイルドも「ブラッドショーを読んで電車に乗るくらいなら、ABCを読んで電車に乗りそこねたほうがましだ」と語ったことがあるとされる。
『ABC鉄道案内』の欠点といえば、主要な駅から駅へと移動するための時刻表しか掲載されていないことである。一方、ブラッドショーの時刻表ではあらゆる旅客サービスの駅や停留所を掲載しており、マイナーな駅であろうと網羅していた。
『ABC鉄道案内』は当時無数にあった鉄道時刻表の一つであり、この時期のビクトリア朝は鉄道網が急拡大して「時刻表の時代」とも呼ばれていた。そのため当時時刻表は工業がさかんになったことで人々が時間に追われる生活を送るようになったことの象徴とみなされていた。1855年にはある神父が「この頃は常に移動をしている必要がある」とこぼしていた記録がある。『ABC鉄道案内』はブリテン島の主要駅のみを扱っていたが、大都市ごとに別バージョンの『ABC鉄道案内』が存在したという論者もいる。

## アガサ・クリスティの小説
1936年に刊行されたアガサ・クリスティの探偵小説『ABC殺人事件』では、アレグザンダー・ボナパート・カスト（Alexander Bonaparte Cust）が犯人として疑われる殺人事件の現場ごとに『ABC鉄道案内』が残されている。小説はその表紙にも『ABC鉄道案内』の写真が使われていた。クリスティの孫であるマシュー・プリチャードはあるインタビューで、この小説は彼女が電話のそばにいつも置いていた『ABC鉄道案内』からインスピレーションを得た作品だと語っている。
1960年代、フォンタナが出版する『ABC殺人事件』で、『ABC鉄道案内』がトム・アダムスによるイラストで再び登場した。

## その後
第二次世界大戦期に空の旅に関するセクションが導入され、タイトルも1945年3月から1946年5月までに『ABCまたはアルファベット順の鉄道および航空ガイド』となったが、その後に航空機のセクションはスピンオフとなり、『ABCまたはアルファベット順の航空案内』として個別に出版された。
その後のこの時刻表の主な発行者は『証券取引所年鑑』と『取締役名簿』を出版したトーマス・スキナー、ABCトラベル・ガイド・オブ・ダンステーブル、リードおよびOAG（オフィシャル・アビエーション・ガイドの略）であった。1996年に『OAG鉄道案内』に改名された後、2007年に廃刊。